# Cantó de Neung-sur-Beuvron
El cantó de Neung-sur-Beuvron és un cantó francès del departament de Loir i Cher, situat al districte de Romorantin-Lanthenay. Té 8 municipis i el cap és Neung-sur-Beuvron.

## Municipis
- Dhuizon
- La Ferté-Beauharnais
- La Ferté-Saint-Cyr
- La Marolle-en-Sologne
- Montrieux-en-Sologne
- Neung-sur-Beuvron
- Thoury
- Villeny

## Història
| Data d'elecció                           | Identitat       | Partit           | Qualitat |
| ---------------------------------------- | --------------- | ---------------- | -------- |
| 1945-1955                                | Robert Le Guyon | RGR              |          |
| 1955-1992                                | Charles Quenet  | RI, després UDF  |          |
| 1992-1998                                | Pierre Foucher  | UDF              |          |
| 1998-                                    | Claude Beaufils | RPR, després UMP |          |
| les dades anteriors no són pas conegudes |                 |                  |          |
|                                          |                 |                  |          |

## Demografia
| A partir de 1990: Població sense dobles comptes |